# کلیسای مترجمان مقدس، ورین کراهات
کلیسای مترجمان مقدس، ورین کراهات (ارمنی: Սուրբ Թարգմանչաց եկեղեցի (Վերին Քարհատ)؛ انگلیسی: Verin Karhat) یک کلیسا متعلق به کلیسای حواری ارمنی واقع در شهر ورین کراهات، شهرستان داش‌کسن جمهوری آذربایجان می‌باشد. ساخت و ساز این ساختمان در سده‌های ۱۹–۲۰ام میلادی؛ به پایان رسید. این بنا به سبک معماری ارمنی طراحی شده‌است.